# Raichur
Raichur là một thị xã và là nơi đặt hội đồng thành phố của quận Raichur thuộc bang Karnataka, Ấn Độ.

## Địa lý
Raichur có vị trí 16°12′B 77°22′Đ / 16,2°B 77,37°Đ Nó có độ cao trung bình là 407 mét (1335 feet).

## Nhân khẩu
Theo điều tra dân số năm 2001 của Ấn Độ, Raichur có dân số 205.634 người. Phái nam chiếm 51% tổng số dân và phái nữ chiếm 49%. Raichur có tỷ lệ 62% biết đọc biết viết, cao hơn tỷ lệ trung bình toàn quốc là 59,5%: tỷ lệ cho phái nam là 68%, và tỷ lệ cho phái nữ là 56%. Tại Raichur, 13% dân số nhỏ hơn 6 tuổi.